# 约瑟夫·阿马里
约瑟夫·阿马里（希伯來語：יוסף אמרי，1939年2月23日—2018年5月29日），以色列物理学家，主要从事凝聚态物理学的研究。他是介观物理学的先驱者之一，这门科学研究介于微观和宏观之间的尺度上的物理现象。他还研究了无序体系。2010年以来还关注热电效应在能量转换中的作用。
阿马里生于特拉维夫，1961年获希伯来大学硕士学位，1967年获魏茨曼研究所博士学位。之后在康奈尔大学完成博士后研究。1969年起任教于特拉维夫大学，1986年加入魏茨曼研究所并创建了此处的凝聚态物理系。阿马里是欧洲文理科学院、以色列科學與人文學院院士。2001年获以色列物理学奖、2016年获沃爾夫物理學獎。